# Ютсон, Иосиф Адольфович
Иосиф Адольфович Ютсон (10 [22] февраля 1900, Одесса, Херсонская губерния, Российская империя — 20 января 1976, Москва, СССР) — советский флейтист.

## Биография
Родился 10 22 февраля 1900 года в Одессе.
В 1920 году окончил Одесскую консерваторию у Л. В. Рогового и работал артистом оркестра Одесского театра оперы и балета. В 1921—1922 годах работал музыкантом военных духовых оркестров, с 1923 года — артистом оркестра Ленинградского театра оперы и балета, с 1927 года — Оперного театра имени К. С. Станиславского, в 1928—1952 годах — Большого театра. В 1953 году подвергался аресту.
Награждён медалями «В память 800-летия Москвы» (1948) и «За доблестный труд в Великой Отечественной войне 1941—1945 гг.» (1945).
Умер 20 января 1976 года в Москве. Похоронен на Хованском кладбище.

## Награды
- 1941 — Вторая премия на Всесоюзном конкурсе музыкантов-исполнителей в Москве[7]
- 1947 — Медаль «За доблестный труд в Великой Отечественной войне 1941—1945 гг.»[8]
- 1948 — Медаль «В память 800-летия Москвы»[8]